# Stato stazionario (fisica)
In meccanica quantistica, uno stato stazionario è un autostato di un'hamiltoniana, o in altre parole, uno stato a energia fissata. È chiamato stazionario poiché il sistema, in assenza di perturbazioni esterne (termini ulteriori che si aggiungano all'hamiltoniano imperturbato del sistema), permane indefinitamente nello stato. Pertanto, un sistema che si trovi su uno stato stazionario, non è soggetto a cambiamento o a decadimento verso altri stati. L'energia del sistema è conservata in assenza di perturbazioni esterne.
Qualora a una certa energia siano presenti più stati stazionari, tali stati sono detti degeneri.
Si può tuttavia dimostrare che in problemi monodimensionali essi non possono esistere.

## Stato fondamentale
Lo stato fondamentale di un sistema quanto meccanico è il suo stato stazionario di più bassa energia. 

## Stato eccitato
Uno stato eccitato è al contrario un qualsiasi altro stato stazionario che abbia energia maggiore dello stato fondamentale.